# Tour della nazionale maschile di rugby a 15 della Nuova Zelanda 1968
Dopo il Tour del 1967 in Europa, nel 1968 gli All Blacks si recarono in Tour in Australia e Isole Figi.
I neozelandesi tornarono a casa imbattuti con 12 vittorie su 12 di cui due con l'Australia, conservando la Bledisloe Cup

## Risultati
Sistema di punteggio: meta = 3 punti, Trasformazione=2 punti .Punizione e calcio da mark= 3 punti. drop = 3 punti. 
| Sydney 21 maggio 1968 | Sydney | 9 – 14 | Nuova Zelanda XV | Sydney Sports Ground |

| Hobart 25 maggio 1968 | Tasmania | 0 – 74 | Nuova Zelanda XV | Queensborough Oval |

| Adelaide 28 maggio 1968 | Junior Wallabies | 3 – 43 | Nuova Zelanda XV | Norwood Oval |

| Melbourne 1º giugno 1968 | Victoria | 0 – 68 | Nuova Zelanda XV | Olympic Park |

| Canberra 5 giugno 1968 | A.C.T. | 0 – 44 | Nuova Zelanda XV | Manuka Oval |

| Sydney 8 giugno 1968 | New South Wales | 5 – 30 | Nuova Zelanda XV | Sports Ground |

| Newcastle 10 giugno 1968 | N.S.W. Country | 3 – 29 | Nuova Zelanda XV | Sports Ground |

| Sydney 12 giugno 1968 | Australian Comb.Serv. | 8 – 45 | Nuova Zelanda XV | North Sydney Oval |

| Arbitro: | I Vanderfield |

| |            | |
| mete: Cardy trasf.: McGill c.p.: McGill 2 | Marcatori  | mete: Kirkpatrick 3, Kirton Laidlaw, Steel trasf.: McCormick 3 c.p.: McCormick |
| 15 Arthur McGill 14 John Cole, 11 Alan Cardy 13 John Brass, 12 Phil Smith 10 John Ballesty, 9 Ken Catchpole (c) 8 David Taylor, 7 Hugh Rose, 6 Greg Davis 5 Norman Reilly, 4 Tony Abrahams 3 Roy Prosser, 2 Peter Johnson, 1 Jim Roxburgh sostituti: Barry Honan, John Hipwell | Formazioni | 15 Fergie McCormick 14 Grahame Thorne, 11 Anthony Steel 13 Bill Davis, 12 Wayne Cottrell 10 Earle Kirton, 9 Christopher Laidlaw 8 Brian Lochore (c), 7 Kel Tremain, 6 Thomas Lister 5 Samuel Strahan, 4 Colin Meads 3 Jazz Muller, 2 Bruce McLeod, 1 Ken Gray sostituti: Ian Kirkpatrick, |

| Brisbane 18 giugno 1968 | Queensland | 3 – 34 | Nuova Zelanda XV | Ballymore Oval |

| Arbitro: | K.Crowe |

| |            | |
| mete: Hipwell c.p.: McGill 5 | Marcatori  | mete: Davis Lister, Thorne trasf.: McCormick 2 c.p.: McCormick 2 |
| 15 Arthur McGill 14 John Cole, 11 Alan Cardy 13 Barry Honan, 12 Phil Smith 10 John Ballesty, 9 John Hipwell 8 David Taylor, 7 Hugh Rose, 6 Greg Davis 5 Norman Reilly, 4 Stuart Gregory 3 Roy Prosser, 2 Peter Johnson (c), 1 Jim Roxburgh sostituti: 16 Alex Pope, | Formazioni | 15 Fergie McCormick 14 Grahame Thorne, 11 Anthony Steel 13 Bill Davis, 12 Wayne Cottrell 10 Earle Kirton, 9 Christopher Laidlaw (c) 8 Ian Kirkpatrick, 7 Graham Williams, 6 Thomas Lister 5 Samuel Strahan, 4 Colin Meads 3 Anthony Kreft, 2 Bruce McLeod, 1 Alister Hopkinson |

| Suva 25 giugno 1968 | Figi | 6 – 33 | Nuova Zelanda XV | Buckhurst Park |